# John Sjösvärd
John Edgar Melcher Sjösvärd, född 7 maj 1890 i Linköping, död 13 december 1958 i Stockholm, var en svensk teckningslärare, målare, skulptör och medaljkonstnär.
Efter avlagd teckningslärarexamen vid Högre konstindustriella skolan 1915 anställdes Sjösvärd som biträdande teckningslärare vid Nya elementar i Stockholm. Han var teckningslärare vid Statens folkskoleseminarium i Stockholm 1920–1955. Han arbetade han som lärare vid Skolan för bokhantverk 1915 och blev avdelningsföreståndare där 1916 och som överlärare i välskrivning vid Högre konstindustriella skolan 1915–1925. Vid sidan av sina lärartjänster var han flitigt verksam som konstnär med en omfattande konstnärlig produktion. Han blev mest känd för sina hästmålningar i olja där han skildrade hästen i alla möjliga situationer från rännarbanan, jakt och stridsscener, i arbete framför en vagn eller redskap samt i full frihet i naturen. På beställning utförde han ett flertal porträtt med ryttare till häst. Bland hans offentliga arbeten märks flera monumentaluppdrag bland annat utförde han väggmålningar i Ulriksdals ridhus och matsal samt målningar på 4:e Milos generalstab, Signalregementet och K1 samt medaljen till ryttarolympiaden 1956. Separat ställde han ut i Stockholm 1927 och 1934 och han medverkade i samlingsutställningar arrangerade av Östgöta konstförening i Motala 1937 och en internationell utställning med medaljkonst på myntverket i Paris 1957. Förutom hästar målade han även nakenstudier, stadslandskap, militära motiv och kyrklig konst samt altarskåp. Som tecknare formgav han bland annat affischen till ryttarolympiaden i Stockholm 1956 samt ett 30 tal häften för Barnbiblioteket Saga och de egna böckerna Hästarna och vi  samt Mönsterteckning för folk- och fortsättningsskolan. John Sjösvärd var son till vaktmästaren Carl Melker Sjösvärd och Clara Maria Carlsdotter och från 1920 gift med Hedvig Maria Wulff. Han är begravd på Gamla griftegården i Linköping.